# Jacques-Pierre Abbatucci
Ne doit pas être confondu avec Jacques Pierre Abbatucci.
Pour les autres membres de la famille, voir Famille Abbatucci.
Jacques-Pierre Charles Abbatucci est un homme politique français né à Zicavo (Corse) le 21 décembre 1791 et mort
à Paris le 11 novembre 1857.

## Biographie
Jacques-Pierre Charles Abbatucci naît à Zicavo le 21 décembre 1791 dans le royaume de France sous le règne du roi Louis XVI.
Fils de Jacques Pierre Pascal Abbatucci (1765-1851), consul de France, et de Marie Joséphine Leccia, il est le petit-fils de Jacques Pierre Abbatucci, et le neveu de Jean Charles Abbatucci, tous deux généraux de la Révolution.
Il entame une carrière d’avocat, puis devient procureur du Roi à Sartène (Corse-du-Sud) en janvier 1816, conseiller à la cour royale de Bastia (Haute-Corse) en mars 1819 et président de chambre à la cour d'Orléans en septembre 1830. En 1830, il est également élu député de la Corse, avant d'être élu de 1839 à 1851 député du Loiret. Il est nommé ministre de la Justice, garde des Sceaux en janvier puis sénateur en décembre 1852, et le reste jusqu’à sa mort.
Sous la monarchie de Juillet, proche d'Odilon Barrot, il est un membre important de l'opposition. Il se distingue lors de la campagne des banquets réformistes — il préside celui d'Orléans (Loiret) — par sa volonté farouche d'assister au dernier banquet interdit du 22 février 1848, dont il était un des organisateurs. Ces événements devaient amener la chute de la monarchie et la proclamation de la Deuxième République.
Sous le Second Empire, en sa qualité de garde des Sceaux, il préside le conseil des ministres lors des absences de l'Empereur Napoléon III. De 1852 à 1857, année de sa mort, il est sénateur et conseiller officiel de Napoléon III, qui le charge des affaires de la Corse. À ce titre, il est à l'origine d'une grande partie des progrès réalisés sur l'île sous le Second Empire.
Il meurt le 11 novembre 1857 à l'âge de 65 ans à Paris.

## Récompenses
- Grand-croix de la Légion d'honneur en 1855[6] ;
- Grand croix de l'ordre portugais de Notre-Dame-de-la-Conception de Villa-Vigosa[3] ;
- Grand croix de l'ordre de Léopold[3].

## Famille
Abbatucci épouse en premières noces à Petreto-Bicchisano (Corse-du-Sud) le 12 juin 1810 Maria-Aurelia Giuliana Colonna d'Istria (v. 1790-1814), dont une fille qui ne survit pas. Il se remarie à Olmeto (Corse-du-Sud) le 28 novembre 1814 avec Marie Euphrasie Colonna (1795-1853), dont une fille, Camille, épouse de Paul-Marie de Peretti, sous-préfet de Calvi (Haute-Corse) et 3 fils :
- Jean Charles Abbatucci, (1816-1885), avocat, magistrat, maitre des requêtes au Conseil d'État en 1852, député de Corse, président du Conseil général de la Corse ;
- Antoine Dominique Abbatucci, (1818 -1878), général de division, gouverneur de Nancy ;
- Séverin Paul Abbatucci, (1821 -1888), maire de Zicavo, député de Corse de 1852 à 1871..